# Communauté de communes de la Brie des Étangs
Die Communauté de communes de la Brie des Étangs war ein französischer Gemeindeverband mit der Rechtsform einer Communauté de communes im Département Marne in der Region Grand Est. Sie wurde am 27. Februar 2003 gegründet und umfasste 21 Gemeinden. Der Verwaltungssitz befand sich im Ort Montmort-Lucy.

## Historische Entwicklung
Am 1. Januar 2017 wurde der Gemeindeverband mit den Communautés de communes Deux Vallées, Coteaux de la Marne  und acht der 26 Gemeinden der Communauté de communes Ardre et Châtillonnais zur neuen Communauté de communes des Paysages de la Champagne zusammengeschlossen.

## Ehemalige Mitgliedsgemeinden
1. Le Baizil
2. Bannay
3. Baye
4. Beaunay
5. La Caure
6. Champaubert
7. La Chapelle-sous-Orbais
8. Coizard-Joches
9. Congy
10. Corribert
11. Courjeonnet
12. Étoges
13. Fèrebrianges
14. Mareuil-en-Brie
15. Margny
16. Montmort-Lucy
17. Orbais-l’Abbaye
18. Suizy-le-Franc
19. Talus-Saint-Prix
20. La Ville-sous-Orbais
21. Villevenard